# 胸腔

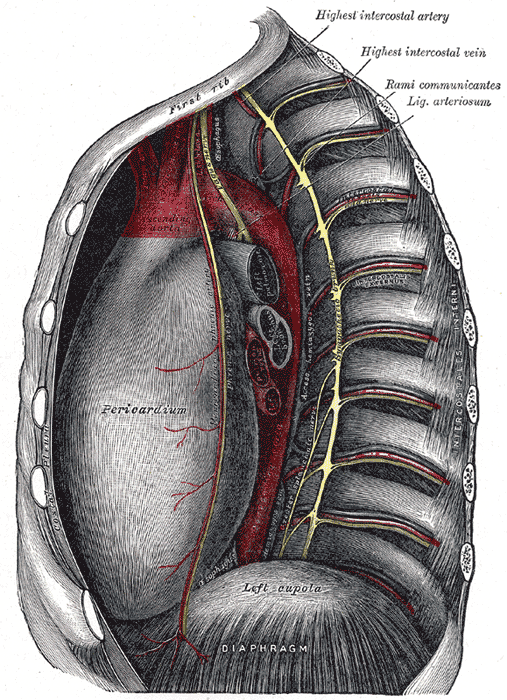
胸腔的左视图，肺已被移除

胸腔（英語： 或 chest cavity）是指脊椎动物胸廓与膈围成的体腔。